# سوزان برتیش
سوزان برتیش (به انگلیسی: Suzanne Bertish) (زاده ۷ اوت ۱۹۵۱) بازیگر انگلیسی است.
از فیلم‌های معروف او می‌توان به بازی در فیلم در معرض خشم، ستاره‌ها در لیورپول، ونیز/ونیز و فروید اشاره کرد.